# みなとこうべ海上花火大会
みなとこうべ海上花火大会（みなとこうべかいじょうはなびたいかい）は、兵庫県神戸市の神戸港海上において、例年8月第1または第2土曜日に開催される花火大会である。
2020年、2021年と新型コロナウイルス感染症の拡大による影響を考慮して中止。さらに神戸ウォーターフロントの再開発により十分な観覧場所を確保することが困難であったことなどから、2022年に分散型花火イベント「みなとHANABI」大会を試行。これが好評であったことから、2023年以降は同イベントに移行することとなった。これに伴い「みなとこうべ海上花火大会実行委員会」は「Kobe Bright Night実行委員会」に名称変更した。

## 概要
- 開催時間 19:30 - 20:30
- 打上場所 神戸港（新港突堤〜メリケンパーク南側海上）
- 観覧場所
  - 兵庫埠頭
  - ポーアイしおさい公園
  - ポートアイランド北公園
  - 新港第1突堤
  - 新港第2突堤（有料協賛席）
  - 新港第3突堤
  - 新港第4突堤（ポートターミナル）
  - 中突堤・メリケンパーク
  - 神戸ハーバーランド周辺

## アクセス
当日は交通規制があり、改札制限が行われる駅があるなど、例年混雑している。

### 鉄道
- 西日本旅客鉄道（JR西日本）JR神戸線（東海道本線）
三ノ宮駅 - 元町駅 - 神戸駅
  - 当日は、大阪行き臨時新快速が増発される。
- 阪神電気鉄道（阪神本線・神戸高速線）
神戸三宮駅 - 元町駅 - 西元町駅 - 高速神戸駅
  - 当日は、近鉄奈良行き臨時快速急行または大阪梅田行き臨時急行が増発される。
- 阪急電鉄（神戸本線・神戸高速線）
神戸三宮駅 - 花隈駅 - 高速神戸駅
  - 当日は、大阪梅田行き臨時特急または臨時快速急行が増発される。
- 神戸市営地下鉄山手線
三宮駅
  - 当日は、臨時列車が増発される。
- 神戸市営地下鉄海岸線
三宮・花時計前駅 - 旧居留地・大丸前駅 - みなと元町駅 - ハーバーランド駅 - 中央市場前駅
  - ポートアイランド内を除いた観覧場所に最も近い路線。当日は、臨時列車が増発される。
- 神戸新交通ポートアイランド線（ポートライナー）
三宮駅 - 貿易センター駅 - ポートターミナル駅 - 中公園駅 - みなとじま駅
  - 当日は、最短1分間隔まで臨時列車が増発される。一部駅で入場規制が行われ、最寄り以外の駅まで歩いて乗車する人も多く、著しい混雑が見られる。

### バス
当日は神戸市役所～ポーアイしおさい公園、兵庫埠頭内で無料シャトルバスが運行される。

### 航路
当日は中突堤中央ターミナル（かもめりあ）～ポーアイしおさい公園でシャトル船が運航される。